# 随伴作用素
数学の特に函数解析学において、ヒルベルト空間上の各有界線型作用素は、対応する随伴作用素（ずいはんさようそ、英: adjoint operator）を持つ。作用素の随伴は正方行列の随伴行列の概念の無限次元の場合をも許すような一般化である。ヒルベルト空間上の作用素を「一般化された複素数」と考えれば、作用素の随伴は複素数に対する複素共軛の役割を果たすものである。
作用素 A の随伴は、シャルル・エルミートに因んでエルミート共軛 (Hermitian conjugate) とも呼ばれ、A* あるいは A†、また稀に A+ などで表される（“†” は特にブラケット記法とともに用いられる）。

## 有界作用素に対する定義
H は内積 ⟨,⟩ を備えるヒルベルト空間とし、連続線型作用素 A: H → H（線型作用素に対して、連続性はそれが有界作用素であることと同値）を考えるとき、A の随伴作用素 A∗: H → H は、
{\displaystyle \langle Ax,y\rangle =\langle x,A^{*}y\rangle \quad (\forall x,y\in H)}
を満たす線型作用素である。随伴作用素の存在と一意性はリースの表現定理から従う。
これは（標準複素内積に関して同様の性質をもつ）複素正方行列の随伴行列の一般化と見ることができる。

## 性質
有界作用素のエルミート随伴は以下の性質を満たす:
1. 対合性: A** = A
2. A が可逆ならば A* も可逆であり、かつ (A*)−1 = (A−1)*
3. 加法性: (A + B)* = A* + B*
4. 半斉次性: (λA)* = λA*, ただし λ は複素数 λ の複素共軛
5. 逆転性: (AB)* = B*A*

加法性と半斉次性を合わせて反線型性、逆転性と対合性は合わせて *-環としての対合性を表す。
A の作用素ノルムを
{\displaystyle \|A\|_{\mathrm {op} }:=\sup\{\|Ax\|:\|x\|\leq 1\}}
で定義するならば、
{\displaystyle \|A^{*}\|_{\mathrm {op} }=\|A\|_{\mathrm {op} }}
および、さらに
{\displaystyle \|A^{*}A\|_{\mathrm {op} }=\|A\|_{\mathrm {op} }^{2}}
が成り立つ。この性質を満足するノルムは、自己随伴作用素の場合からの類推で、「最大値」のように振る舞うということができる。
ヒルベルト空間 H 上の有界線型作用素全体の成す集合は、随伴をとる操作と作用素ノルムに関して C* 環の原型的な例である。

## 密定義作用素の随伴
ヒルベルト空間 H 上の密定義作用素 A は、その定義域 D(A) が H において稠密で、かつその終域が H であるようなものを言う。 その随伴 A* はその定義域 D(A*)が
{\displaystyle \langle Ax,y\rangle =\langle x,z\rangle \quad (\forall x\in H)}
を満たす z ∈ H が存在するような y ∈ H 全体の成す集合で与えられ、かつ A*(y) = z となるものとして定義される。
上記性質 1.–5. は（定義域と終域が適当な条件を満たせば）成立する。例えば最後の性質について、随伴作用素 (AB)* は（A, B, AB が密定義作用素ならば）作用素B*A* の延長で与えられる。
作用素 A の像とその随伴 A* の核との間の関係性は、
{\displaystyle {\begin{aligned}&\ker A^{*}=(\operatorname {im} A)^{\bot }\\&(\ker A^{*})^{\bot }={\overline {\operatorname {im} A}}\end{aligned}}}
で与えられる（ここで上付き横棒は集合の閉包を表す。直交補空間も参照）。一つ目の式の証明は
{\displaystyle {\begin{aligned}A^{*}x=0&\iff \langle A^{*}x,y\rangle =0\quad (\forall y\in H)\\&\iff \langle x,Ay\rangle =0\quad (\forall y\in H)\\&\iff x{\mathrel {\bot }}\operatorname {im} A\end{aligned}}}
で、二つの式は一つ目の式の両辺の直交補空間をとることでわかる。一般に、像は閉とは限らないが連続線型作用素の核は常に閉である。

## エルミート作用素
有界作用素 A: H → H が自己随伴であるとは
{\displaystyle A=A^{*}}
あるいは同じことだが
{\displaystyle \langle Ax,y\rangle =\langle x,Ay\rangle \quad (\forall x,y\in H)}
を満たすことを言う。
適当な意味において、エルミート作用素は実数（自身とその複素共軛が等しい複素数）の役割を果たし、実ベクトル空間を成す。エルミート作用素は量子力学において観測可能量のモデルを提供する。エルミート作用素に関する詳細は自己随伴作用素の項を参照せよ。

## 反線型作用素の随伴
反線型作用素に対する随伴の定義は、複素共軛を相殺するために調整が必要である。ヒルベルト空間 H 上の反線型作用素 A の随伴は、反線型作用素 A∗: H → H で
{\displaystyle \langle Ax,y\rangle ={\overline {\langle x,A^{*}y\rangle }}\quad (\forall x,y\in H)}
を満たすものを言う（上付き横棒は複素共軛を意味する）。

## その他の随伴
等式
{\displaystyle \langle Ax,y\rangle =\langle x,A^{*}y\rangle }
は形の上では圏論における随伴対を定義する性質と同じ形をしている。そしてこれは随伴函手の名の由来でもある。